# Christmaplax mirabilis
Genre
Espèce
Christmaplax mirabilis, unique représentant du genre Christmaplax, est une espèce de crabes de la famille des Christmaplacidae.

## Distribution
Cette espèce est endémique de l'île Christmas.

## Description
Le mâle holotype mesure 7,9 mm sur 11,0 mm et la femelle paratype 8,3 mm sur 11,3 mm.

## Publication originale
- Naruse & Ng, 2014 : A new family, genus and species of cavernicolous crab (Crustacea:Decapoda: Brachura: Pseudozioidea) from Christmas Island, Australia. The Raffles Bulletin of Zoology Supplements, no 30, p. 263–273 (texte intégral).